# Guillaume Apollinaire
Guillaume Apollinaire, pseudonym för Wilhelm Albert Vladimir Apollinaris de Kostrowitzky, född 26 augusti 1880 i Rom, död 9 november 1918 i Paris, var en fransk poet av polsk-italiensk härstamning. 

## Liv
Apollinaris föddes i Rom och fick namnet Wilhelm Apollinaris de Kostrowitzky. Han lärde sig tidigt att tala ett flertal språk, däribland franska. Det var då han emigrerade till Frankrike som han antog namnet Guillaume Apollinaire. Hans mor, Angelica Kostrowicka, var en polsk adelsdam, född i närheten av Navahrudak (nuvarande Vitryssland). Apollinaires far är okänd men kan ha varit Francesco Flugi d'Aspermont, en schweizisk italiensk aristokrat som försvann tidigt ur Apollinaires liv. Apollinaire fick sin utbildning delvis i Monaco.
Apollinaire var en av de mest populära medlemmarna i konstnärskvarteren Montparnasse i Paris. Bland hans vänner och medarbetare under den perioden kan inräknas bland annat Pablo Picasso, Gertrude Stein, Max Jacob, André Lax, Marie Laurencin, André Breton, André Derain, Faik Konica, Blaise Cendrars, Pierre Reverdy, Alexandra Exter, Jean Cocteau, Erik Satie, Ossip Zadkine, Marc Chagall och Marcel Duchamp. År 1911 gick han med i Groupe de Puteaux, en grupp associerad med den kubistiska rörelsen.
Den 7 september 1911 häktades Apollinaire misstänkt för att ha stulit Mona Lisa från Louvren, men släpptes en vecka senare. Även Apollinaires nära vän Pablo Picasso togs in för förhör med anledning av denna konststöld, men även han friades från misstankar.
Apollinaire stred i första världskriget. 1916 fick han en allvarlig skada av granatsplitter. Han skrev färdigt ungdomsverket Brösten på Tiresias (Surrealistiskt drama) under sin konvalescens. Hans allmänna hälsotillstånd var dock kraftigt försvagat och 1918 dog han i spanska sjukan. 
Han är begravd på Père Lachaise-kyrkogården i Paris.

## Verk

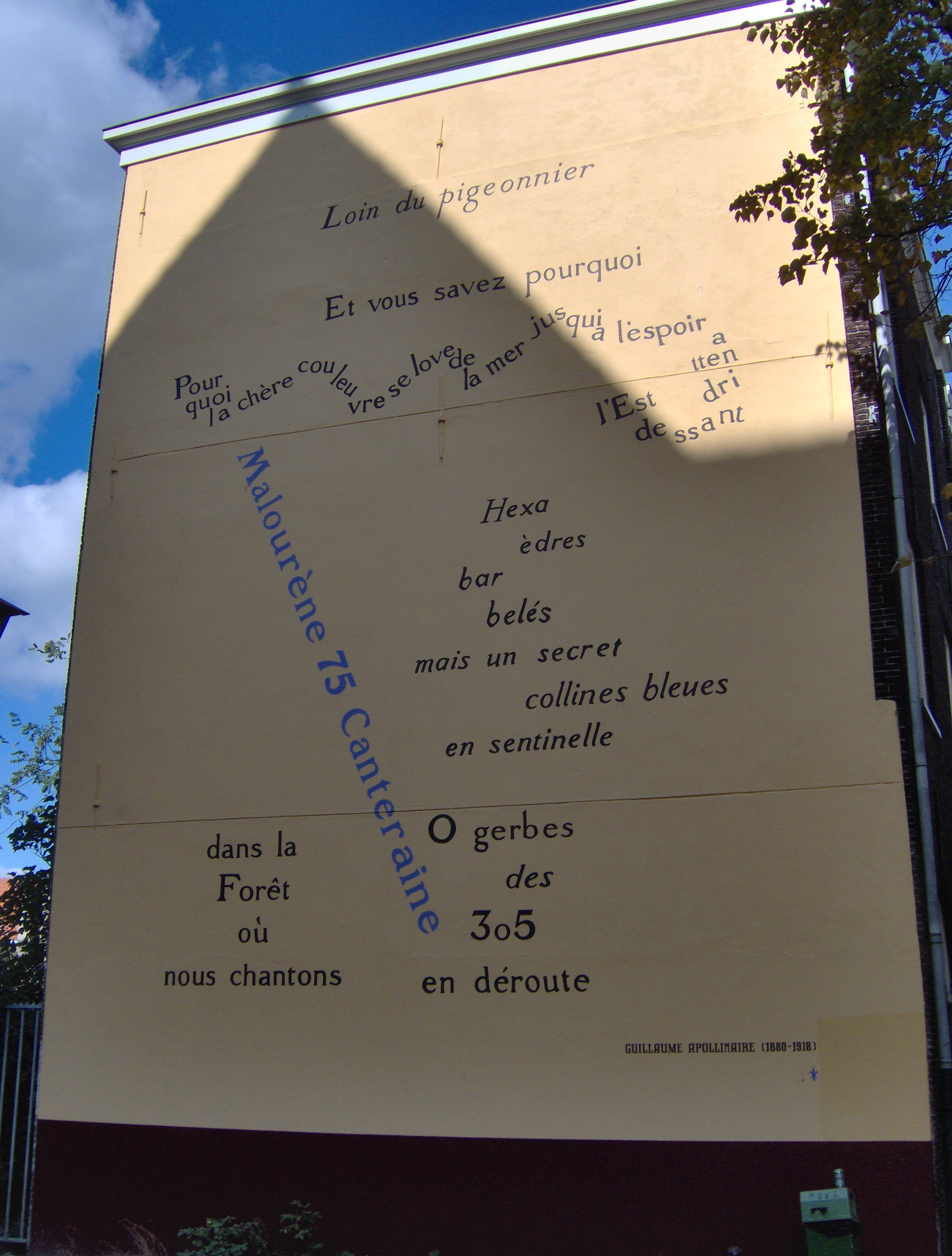
Apollinaires dikt Loin du pigeonnier som väggdikt på Middelstegracht i hörnet av Kloosterpoort i den holländska staden Leiden.

Apollinaire var en av upphovsmännen till den lyriska modernismen. Han tog starka intryck av den italienska futurismen, men stödde även alla andra rörelser som syftade till att bryta mot det traditionella. 1914 tog han värvning i armén, och flera av hans dikter speglar upplevelser i kriget. Inom det lyriktekniska området är han kanske mest känd för sina så kallade calligrammes – bilder av diktens ord. Bilderna kunde associeras relativt fritt, men stod alltid i relation till diktens innehåll. 
Ett par avsnitt ur Apollinaires prosaberättelse Den dräpte skalden tog André Breton med i sin antologi om svart humor, Anthologie de l'humour noir (1940). 1999 röstades diktsamlingen Alcools från 1913 fram till plats 17 på en lista med århundradets 100 böcker enligt Le Monde.

### Boktitlar (urval)
- Les Onze mille verges (1907)
  - Furst Vibescu, anonym översättning (Termac, 1966)
  - De elvatusen spöna eller En hospodars älskog, översättning: Carl-Michael Edenborg (Vertigo, 1993)
- L'Enchanteur pourrissant (1909)
- Alcools (1913) Online (Project Gutenberg)
- Les Peintres Cubistes. Méditations Esthétiques (1913)[6]
  - The cubist painters, translated, with commentary by Peter Read (Berkeley: University of California Press, 2004)
- Les Mamelles de Tirésias (1916)
  - Brösten på Tiresias. Surrealistiskt drama, översättning Ebbe Linde, ingår i Guillaume Apollinaire (Bonniers, 1952)
- Le Poète assassiné (1916)
  - Den dräpte skalden, ingår i sin helhet i Ebbe Lindes urvalsvolym Guillaume Apollinaire (1952; enskild nyutgåva förlag Lundquist & Rising, 1985)
- Calligrammes (1917), med illustrationer av Roger de La Fresnaye
  - Calligrammes, översättning: Ingar Gadd (Bakhåll, 2003)
- Œvres poétiques (1956)

#### Urvalsvolymer på svenska
- Guillaume Apollinaire, en urvalsvolym i översättning och med inledning av Ebbe Linde (Bonnier,  1952)
- Akrobater i tredjeklasskupén, Apollinaire, Cendrars och Jacob i översättning av Gunnar Harding (Bok och bild, 1967)
- Dikter till Lou, tolkade av Gunnar Harding, med bilder av Olle Kåks (Galerie Aix, 1989)
- Är vi långt från Montmartre? : Apollinaire och hans epok i poesi, bild och dokument, urval och presentation: Gunnar Harding (FIB:s lyrikklubb, 1995)

## Eftermäle
- Asteroiden 10780 Apollinaire är uppkallad efter honom.[7]